# Šárka Strachová
Šárka Strachová, född Záhrobská (fil) 11 februari 1985 i Benecko, Tjeckien, är en tjeckisk före detta utövare av professionell alpin skidsport. Strachová blev världsmästare i slalom under världsmästerskapen 2007 i Åre. Hon gjorde sin debut i världscupen 2002–2003 och slutade femma i sitt första lopp. Den första världscupsegern kom 30 november 2008 då hon vann slalomtävlingen i Aspen i USA. Detta var Tjeckiens första världscupseger i alpin skidsport någonsin. I mars 2017 meddelade Strachova officiellt att hon avslutar sin karriär.

## Världscupsegrar
| Datum            | Plats | Gren   |
| ---------------- | ----- | ------ |
| 30 november 2008 | Aspen | Slalom |
| 29 november 2009 | Aspen | Slalom |